# Stade Olympique de Chamonix
Das Stade Olympique de Chamonix ist ein Stadion in der französischen Gemeinde Chamonix-Mont-Blanc, das anlässlich der Olympischen Winterspiele 1924 gebaut wurde. Es bot Platz für rund 45.000 Zuschauer.
Während der Winterspiele fanden hier die Eröffnungs- und Schlusszeremonien sowie das Curling, die Eishockeyspiele, der Eiskunstlauf, der Eisschnelllauf und die Militärpatrouillen statt.
Sechs Jahre später wurde die Eishockey-Weltmeisterschaft 1930 hier ausgetragen, wobei die Finalspiele aufgrund von Tauwetter in Wien respektive Berlin ausgespielt wurden.